# Bromur d'estronci
El bromur d'estronci és un compost químic inorgànic.
La seva fórmula és SrBr₂.
Es presenta generalment en forma SrBr₂ . 6H₂O hexahidratat

## Propietats
El seu pes molecular és 247,47. A temperatura ambient és una sal que es presenta com pols blanca higroscòpica, inodora, cristallscristal·lins (hexagonal) i té un gust salat amarg.
És delisqüescent i no inflamable. El bromur d'estronci i altres composts d'aquest element produeixen un color vermell brillant quan es sotmeten al assaig a la flama.
El seu punt de fusió és de 88 °C i la seva densitat és de 2,39 g/cm³.
És soluble en l'aigua i poc soluble en alcohol.
Al igual que molts altres composts d'estronci, és tóxic per als IPR-RAT DL50 de 1000 mg/kg.
És irritant per als ulls i un poc perillós si s'inhala, però bastant perillós si s'ingereix.

## Estructura
A temperatura ambient, el bromur d'estronci adopta una estructura de vidre tetragonal. Aquesta estructura es coneix com a α-{\displaystyle SrBr_{2}} i és isoestructural amb {\displaystyle EuBr_{2}} i {\displaystyle USe_{2}}. Al voltant de 920 K (650 ° C), α-{\displaystyle SrBr_{2}} pateix una transició de fase sòlid-sòlid de primer ordre a una fase molt menys ordenada, β-{\displaystyle SrBr_{2}}, que adopta l'estructura de fluorita cúbic. La fase beta de bromur d'estronci té una conductivitat iònica molt més alt del voltant d'1 S cm-1, comparable a la d'{\displaystyle SrBr_{2}} fos, a causa del desordre extensa en la subxarxa bromur. El bromur d'estronci es fon a 930 K (643 ° C).

## Utilització
S'utilitza en les flamarades i té alguns usos farmacèutics.